# Неткрафт
Netcraft е компания, предлагаща Интернет услуги и статистика. Компанията е основана в град Бат, Великобритания. Тя предоставя услуги за борба с киберпрестъпността в различните отрасли.

## Дейност

### Интернет проучвания
Netcraft изработва статистика за пазарния дял на различните хостинг доставчици, уебсървъри и операционни системи. В зависимост от операционната система на сървърите, компанията може да следи и техния ъптайм.

### Мрежова сигурност
Netcraft предлага и тестване на сигурността на мрежи и мрежови приложения.

### Антифишинг
Компанията предлага антифишинг услуги като поддържа база данни от злонамерени сайтове. Услугата е достъпна безплатно чрез лента с инструменти за браузърите Internet Explorer и Firefox която автоматично блокира фишинг сайтовете. Браузърът Opera също използва базата данни на Netcraft (наред и с някои други), като част от вградената си антифишинг система, и няма нужда от инсталация на лентата с инструменти.
Базата данни е достъпна и като платена услуга за корпорации чрез брандирана специално за клиента лента с инструменти или чрез криптиран извор (feed) на базата данни.
Базата данни се изгражда благодарение на сигнали от банки и други финансови организации както и сигнали подадени от потребителите на лентата с инструменти. Банките са стимулирани от собствената си изгода от борбата с фишинг сайтове насучени срещу тях, а потребителите – чрез награди за най-активните докладчици.